# Anker (motorfiets)

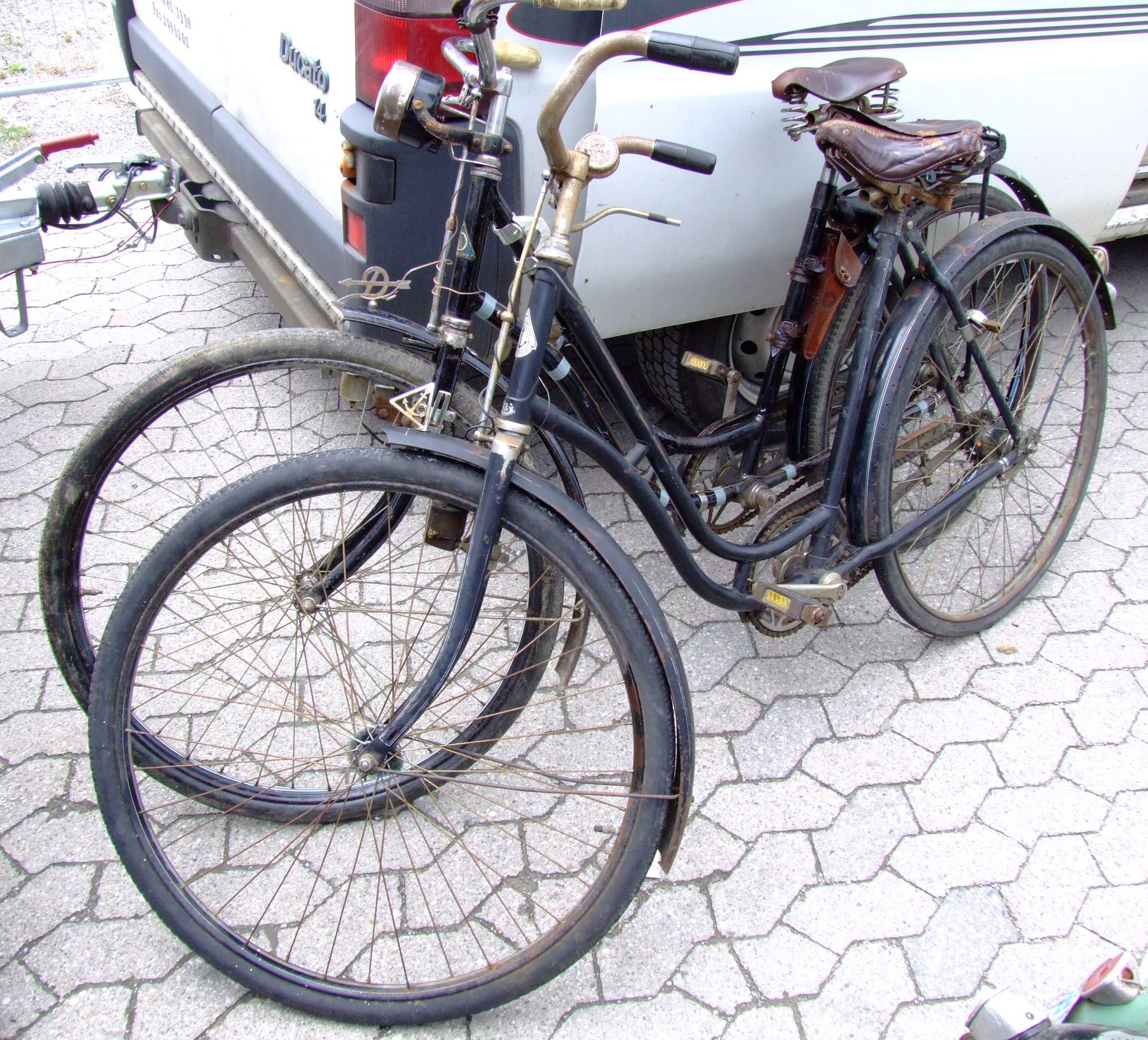
Anker fiets

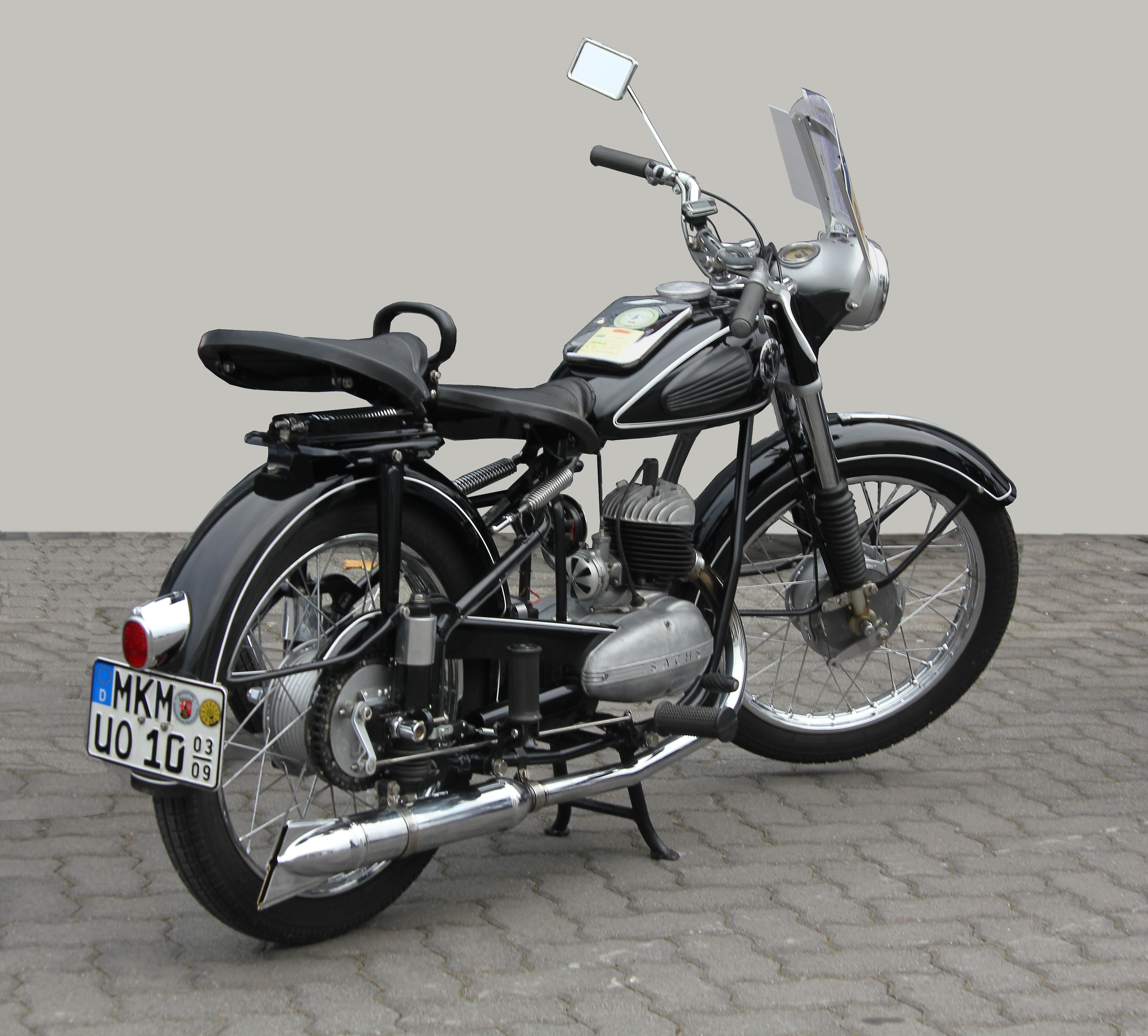
147cc-Anker uit 1952

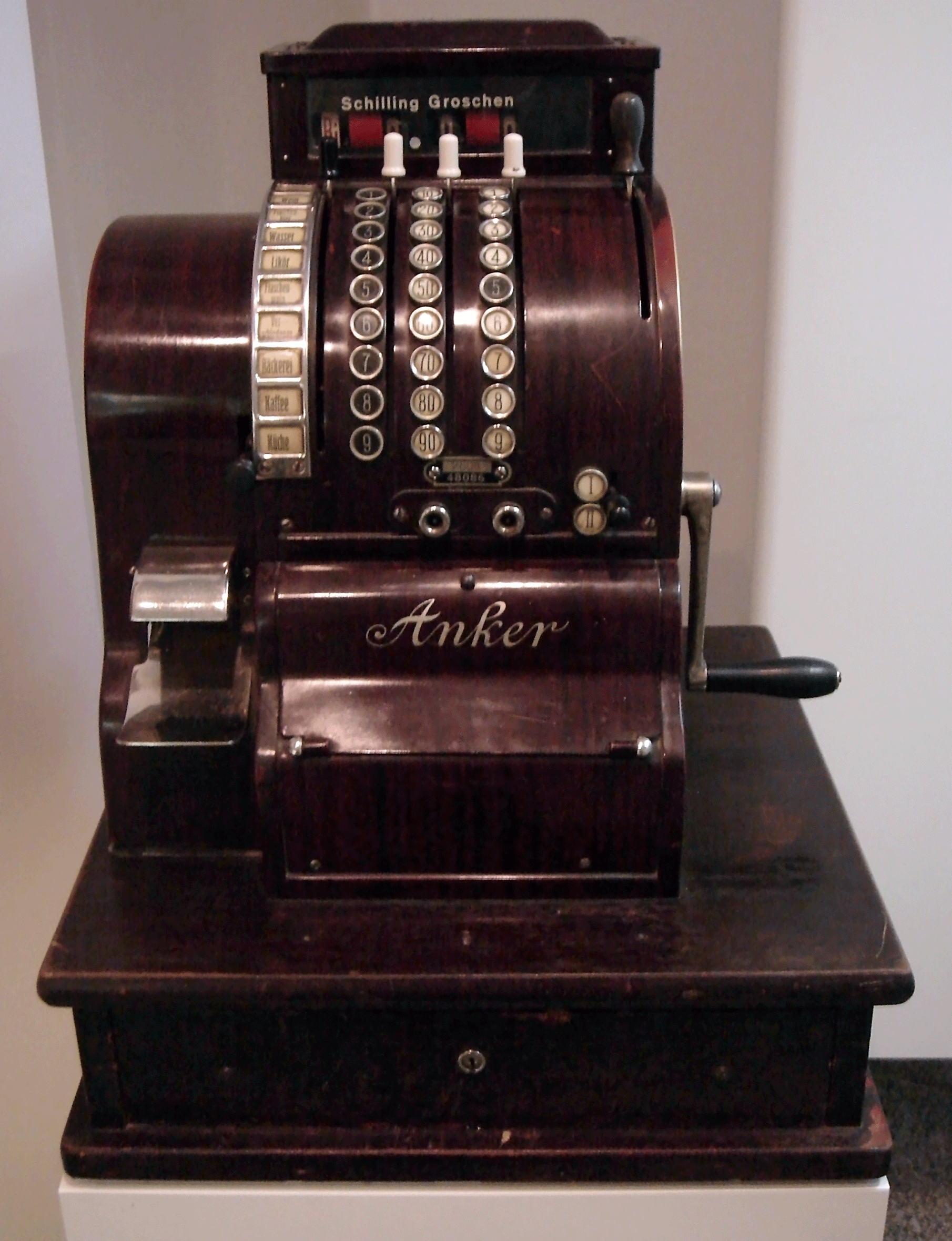
Anker kasregister uit de jaren twintig

Anker is een historisch Duits merk van motorfietsen.
De bedrijfsnaam was: Anker-Werke, Bielefeld, later PAMAG (Paderborner Maschinenbau AG), Paderborn.
Anker maakte al voor de Tweede Wereldoorlog fietsen en waarschijnlijk ook motorfietsen, waarbij de naam "Anker" nog niet werd gebruikt. Pas in 1949 gebeurde dat wel. Men produceerde lichte motorfietsen met 98- tot 250cc-ILO-tweetaktmotoren. In 1952 nam de Paderborner Maschinenbau AG in Paderborn bijna de hele productie over, waardoor de merknaam ook veranderde in "PAMAG". Met uitzondering van de Anker mopeds, waarvan de productie gewoon in Bielefeld bleef tot ze in 1958 werd beëindigd. Anker bleef echter een bekende merknaam van kassa’s, rekenmachines enz.